# Хильки
Хи́льки — село в Україні, у Звенигородському районі Черкаської області, підпорядковане Стеблівській селищній громаді. У селі мешкає 219 людей.

## Пам'ятки
- Гора Могура — геологічна пам'ятка природи місцевого значення.

## Відомі уродженці
- Бурковський Іван Оксентійович — педагог, видавець, поліграфіст, громадський діяч. Заслужений працівник культури УРСР (1988)[1][2][3]